# Campionati norvegesi di sci alpino 2001
I Campionati norvegesi di sci alpino 2001 si svolsero a Narvik dal 26 al 31 marzo. Il programma incluse gare di discesa libera, supergigante, slalom gigante, slalom speciale e combinata, tutte sia maschili sia femminili.
Trattandosi di competizioni valide anche ai fini del punteggio FIS, hanno potuto partecipare anche sciatori di altre federazioni, senza che questo consentisse loro di concorrere al titolo nazionale norvegese.

## Risultati

### Uomini

#### Discesa libera
| Pos. | Atleta                | Nazione  | Tempo   |
| ---- | --------------------- | -------- | ------- |
| 1    | Lasse Paulsen         | Norvegia | 1:42,17 |
| 2    | Bjarne Solbakken      | Norvegia | 1:42,33 |
| 3    | Lasse Kjus            | Norvegia | 1:42,50 |
| 4    | Trygve Sande          | Norvegia | 1:42,51 |
| 5    | Audun Grønvold        | Norvegia | 1:42,53 |
| 6    | Truls Ove Karlsen     | Norvegia | 1:43,35 |
| 7    | Aksel Lund Svindal    | Norvegia | 1:43,59 |
| 8    | Stein Kristian Strand | Norvegia | 1:43,65 |
| 9    | Petter Søhol Røring   | Norvegia | 1:43,66 |
| 10   | Einar-Marius Elvrum   | Norvegia | 1:43,95 |

Data: 26 marzo

#### Supergigante
| Pos. | Atleta                | Nazione  | Tempo   |
| ---- | --------------------- | -------- | ------- |
| 1    | Kjetil André Aamodt   | Norvegia | 1:01,59 |
| 2    | Bjarne Solbakken      | Norvegia | 1:01,85 |
| 3    | Kenneth Sivertsen     | Norvegia | 1:02,66 |
| 4    | Lasse Paulsen         | Norvegia | 1:02,73 |
| 5    | Stein Kristian Strand | Norvegia | 1:03,08 |
| 6    | Åne Sæter             | Norvegia | 1:03,10 |
| 7    | Knut Arne Furseth     | Norvegia | 1:03,12 |
| 8    | Truls Ove Karlsen     | Norvegia | 1:03,44 |
| 9    | Trygve Sande          | Norvegia | 1:03,64 |
| 10   | Aksel Lund Svindal    | Norvegia | 1:03,94 |

Data: 28 marzo

#### Slalom gigante
| Pos. | Atleta                | Nazione  | Tempo   |
| ---- | --------------------- | -------- | ------- |
| 1    | Bjarne Solbakken      | Norvegia | 2:22,17 |
| 2    | Kjetil André Aamodt   | Norvegia | 2:22,46 |
| 3    | Hans Petter Buraas    | Norvegia | 2:23,73 |
| 4    | Kenneth Sivertsen     | Norvegia | 2:24,40 |
| 5    | Lasse Paulsen         | Norvegia | 2:24,51 |
| 6    | Jarl Rune Kjæmperud   | Norvegia | 2:25,52 |
| 7    | Are Torpe             | Norvegia | 2:26,01 |
| 8    | Stein Kristian Strand | Norvegia | 2:26,20 |
| 9    | Ole Magnus Kulbeck    | Norvegia | 2:26,22 |
| 10   | Truls Ove Karlsen     | Norvegia | 2:26,30 |

Data: 30 marzo

#### Slalom speciale
| Pos. | Atleta              | Nazione  | Tempo   |
| ---- | ------------------- | -------- | ------- |
| 1    | Truls Ove Karlsen   | Norvegia | 1:48,05 |
| 2    | Kjetil André Aamodt | Norvegia | 1:49,48 |
| 3    | Andreas Nilsen      | Norvegia | 1:50,19 |
| 4    | Kai Are Fossland    | Norvegia | 1:51,18 |
| 5    | Aksel Lund Svindal  | Norvegia | 1:52,34 |
| 6    | Are Torpe           | Norvegia | 1:53,48 |
| 7    | Bjarne Solbakken    | Norvegia | 1:54,49 |
| 8    | Petter Søhol Røring | Norvegia | 1:54,97 |
| 9    | Christian Jensen    | Norvegia | 1:56,08 |
| 10   | Andreas Løchen      | Norvegia | 1:56,64 |

Data: 31 marzo

#### Combinata
| Pos. | Atleta            | Nazione  |
| ---- | ----------------- | -------- |
| 1    | Truls Ove Karlsen | Norvegia |
| 2    | ?                 | ?        |
| 3    | ?                 | ?        |

### Donne

#### Discesa libera
| Pos. | Atleta                | Nazione  | Tempo   |
| ---- | --------------------- | -------- | ------- |
| 1    | Merete Fjeldavlie     | Norvegia | 1:46,48 |
| 2    | Ingeborg Helen Marken | Norvegia | 1:47,13 |
| 3    | Kristine Heggelund    | Norvegia | 1:48,06 |
| 4    | Siri Bjørgen          | Norvegia | 1:48,98 |
| 5    | Trude Gimle           | Norvegia | 1:49,03 |
| 6    | Gro Kvinlog           | Norvegia | 1:49,15 |
| 7    | Gunhild Dugstad       | Norvegia | 1:49,42 |
| 8    | Anne Marie Müller     | Norvegia | 1:50,63 |
| 9    | Hedda Berntsen        | Norvegia | 1:50,65 |
| 8    | Bente Giljarhus       | Norvegia | 1:51,74 |

Data: 26 marzo

#### Supergigante
| Pos. | Atleta                | Nazione  | Tempo   |
| ---- | --------------------- | -------- | ------- |
| 1    | Merete Fjeldavlie     | Norvegia | 1:05,65 |
| 2    | Kristine Heggelund    | Norvegia | 1:06,63 |
| 3    | Ingeborg Helen Marken | Norvegia | 1:07,16 |
| 4    | Trude Gimle           | Norvegia | 1:07,25 |
| 5    | Gro Kvinlog           | Norvegia | 1:07,42 |
| 6    | Pia Borgen            | Norvegia | 1:07,84 |
| 7    | Siri Bjørgen          | Norvegia | 1:07,87 |
| 8    | Maria Dahl            | Norvegia | 1:11,58 |
| 9    | Pia Nic Gundersen     | Norvegia | 1:11,74 |
| 10   | Marit Skreen          | Norvegia | 1:12,22 |

Data: 28 marzo

#### Slalom gigante
| Pos. | Atleta             | Nazione  | Tempo   |
| ---- | ------------------ | -------- | ------- |
| 1    | Kristine Heggelund | Norvegia | 2:27,11 |
| 2    | Merete Fjeldavlie  | Norvegia | 2:27,67 |
| 3    | Anne Marie Müller  | Norvegia | 2:28,57 |
| 4    | Pia Borgen         | Norvegia | 2:29,26 |
| 5    | Line Viken         | Norvegia | 2:29,32 |
| 6    | Bente Giljarhus    | Norvegia | 2:29,59 |
| 7    | Gro Kvinlog        | Norvegia | 2:30,22 |
| 8    | Pia Rivelsrud      | Norvegia | 2:32,74 |
| 9    | Gunhild Dugstad    | Norvegia | 2:32,90 |
| 10   | Kristin Åkerøy     | Norvegia | 2:33,13 |

Data: 30 marzo

#### Slalom speciale
| Pos. | Atleta             | Nazione  | Tempo   |
| ---- | ------------------ | -------- | ------- |
| 1    | Line Viken         | Norvegia | 1:41,05 |
| 2    | Bente Giljarhus    | Norvegia | 1:42,32 |
| 3    | Therese Sommerseth | Norvegia | 1:45,51 |
| 4    | Anne Marie Müller  | Norvegia | 1:46,51 |
| 5    | Pia Rivelsrud      | Norvegia | 1:46,61 |
| 6    | Gunhild Dugstad    | Norvegia | 1:47,38 |
| 7    | Hege Olsen         | Norvegia | 1:47,42 |
| 8    | Pia Borgen         | Norvegia | 1:48,82 |
| 9    | Gro Kvinlog        | Norvegia | 1:48,84 |
| 10   | Merete Fjeldavlie  | Norvegia | 1:49,99 |

Data: 31 marzo

#### Combinata
| Pos. | Atleta            | Nazione  |
| ---- | ----------------- | -------- |
| 1    | Merete Fjeldavlie | Norvegia |
| 2    | ?                 | ?        |
| 3    | ?                 | ?        |